# Aristodemo di Cuma
Aristodemo di Cuma (in greco antico: Ἀριστόδημος?, Aristòdemos; Cuma, 550 a.C. circa – Cuma, 490 a.C. circa) è stato un tiranno della città magnogreca di Cuma vissuto nel VI secolo a.C.

## Biografia
Figlio di Aristocrate fu soprannominato Μαλακός (malakos-effeminato).
A capo dell'esercito cumano, sconfisse gli Etruschi nella prima battaglia di Cuma (524 a.C.), ponendo così fine alla loro espansione nell'Italia meridionale .
Alleato dei Latini, sconfisse di nuovo gli Etruschi guidati da Arunte, figlio di Porsenna, nella battaglia di Aricia intorno al 506 a.C.. Tornato in città, carico di tesori e popolarità, fece uccidere i maggiorenti che gli si opponevano, e assunse il governo di Cuma come Tiranno.
In seguito avrebbe accolto il re etrusco Tarquinio il Superbo e i cittadini romani al suo seguito dopo la sua cacciata da Roma.
Nel 492 a.C., consoli Tito Geganio Macerino e Publio Minucio Augurino, accolse gli emissari romani arrivati a Cuma per acquistare grano, rifiutando le pretese degli esuli romani arrivati al seguito di Tarquinio il Superbo di prenderli come ostaggi.
Morì intorno al 492 a.C., ucciso in una congiura di aristocratici.